# Shahab Moradi
 (septembre 2022).
La mise en forme du texte ne suit pas les recommandations de Wikipédia : il faut le « wikifier ».
Les points d'amélioration suivants sont les cas les plus fréquents. Le détail des points à revoir est peut-être précisé sur la page de discussion.
- Les titres sont pré-formatés par le logiciel. Ils ne sont ni en capitales, ni en gras.
- Le texte ne doit pas être écrit en capitales (les noms de famille non plus), ni en gras, ni en italique, ni en « petit »…
- Le gras n'est utilisé que pour surligner le titre de l'article dans l'introduction, une seule fois.
- L'italique est rarement utilisé : mots en langue étrangère, titres d'œuvres, noms de bateaux, etc.
- Les citations ne sont pas en italique mais en corps de texte normal. Elles sont entourées par des guillemets français : « et ».
- Les listes à puces sont à éviter, des paragraphes rédigés étant largement préférés. Les tableaux sont à réserver à la présentation de données structurées (résultats, etc.).
- Les appels de note de bas de page (petits chiffres en exposant, introduits par l'outil «  Source ») sont à placer entre la fin de phrase et le point final[comme ça].
- Les liens internes (vers d'autres articles de Wikipédia) sont à choisir avec parcimonie. Créez des liens vers des articles approfondissant le sujet. Les termes génériques sans rapport avec le sujet sont à éviter, ainsi que les répétitions de liens vers un même terme.
- Les liens externes sont à placer uniquement dans une section « Liens externes », à la fin de l'article. Ces liens sont à choisir avec parcimonie suivant les règles définies. Si un lien sert de source à l'article, son insertion dans le texte est à faire par les notes de bas de page.
- La présentation des références doit suivre les conventions bibliographiques. Il est recommandé d'utiliser les modèles {{Ouvrage}}, {{Chapitre}}, {{Article}}, {{Lien web}} et/ou {{Bibliographie}}. Le mode d'édition visuel peut mettre en forme automatiquement les références.
- Insérer une infobox (cadre d'informations à droite) n'est pas obligatoire pour parachever la mise en page.

Pour une aide détaillée, merci de consulter Aide:Wikification.
Si vous pensez que ces points ont été résolus, vous pouvez retirer ce bandeau et améliorer la mise en forme d'un autre article.
 (septembre 2022).
Pour les articles homonymes, voir Moradi.

Né à Téhéran le 12 mars 1972,Shahab Moradi (en persan : شهاب مرادی) est un pasteur, prédicateur et professeur d'université iranien,. Il est apparu dans différents programmes sur la radiodiffusion de la République islamique d'Iran en tant qu'expert depuis 2000.

## Activités
Moradi est un activiste social et du changement climatique, et plaide pour l'expansion des espaces verts en plantant des arbres et en économisant les ressources naturelles en promouvant le niveau scientifique de la gestion des bassins versants et, avec les étudiants, en plantant chaque année des arbres dans la périphérie de la ville de Téhéran la journée de l'arbre,.
Moradi a donné des conférences dans diverses universités iraniennes et sites religieux tels que le sanctuaire Fatima Masumeh, le sanctuaire Imam Reza et Shah Cheragh, et a prononcé des discours internationaux,,,,,. Il a fait des éloges lors des funérailles de l'acteur Khosro Shakibai, du chanteur Morteza Pashaei, de l'écologiste Mohammad Ali Inanloo, et de l'officier militaire iranien Qasem Soleimani. Il a également prononcé un discours à la suite d'un tremblement de terre en Kermanchah, Iran.
Shahab Moradi est le fondateur d'une organisation caritative non gouvernementale nommée Madar-e-mehraban, connue sous le nom de mmcharity, pour nourrir les enfants dans le besoin.